# Diamond Bluff (Wisconsin)
Diamond Bluff – jednostka osadnicza w Stanach Zjednoczonych, w stanie Wisconsin, w hrabstwie Pierce.